# Грабер, Пьер
Пьер Грабе́р (фр. Pierre Graber; 6 декабря 1908 года, Ла-Шо-де-Фон, кантон Невшатель, Швейцария — 19 июля 2003 года, Лозанна, кантон Во, Швейцария) — швейцарский политик, президент.

## Биография
Пьер Грабер сын Эрнеста-Поля Грабера (1875-1956), бывшего члена Национального совета Швейцарии с 1912 по 1943 год. Изучал юриспруденцию в университетах Невшателя и Вены. В 1933 году стал адвокатом в Лозанне. Тогда же целенаправленно начал политическую карьеру. В 1934 году вступил в Социал-демократическую партию и был избран в муниципальный совет Лозанны. В 1937 году избран в Большой совет (парламент) кантона Во. В обоих советах Грабер сидел до 1946 года, когда был избран мэром Лозанны. С 1949 по 1962 год ведал финансами в городском совете.
В 1962-1970 годах был членом Кантонального совета (правительства) Во и возглавлял там финансовый департамент. С 1942 по 1969 год (с перерывом в 1963) Пьер Грабер избирался членом Национального совета (парламента) Швейцарии. В 1964 году был заместителем председателя парламентской комиссии по расследованию «Дела о „Миражах“», в результате которого был выявлен большой перерасход средств на закупку французских истребителей для швейцарской армии. В декабре 1969 года избран в Федеральный совет (правительство) Швейцарии.
- 29 ноября 1965 — 28 ноября 1966 — президент Национального совета Швейцарии.
- 1 января — 31 декабря 1968 — президент Кантонального совета Во.
- 10 декабря 1969 — 31 января 1978 — член Федерального совета Швейцарии.
- 1 февраля 1970 — 31 января 1978 — начальник политического департамента.
- 1 января — 31 декабря 1974 — вице-президент Швейцарии.
- 1 января — 31 декабря 1975 — президент Швейцарии.

В период его пребывания на посту министра иностранных дел, Швейцария ратифицировала Европейскую конвенцию по правам человека (1974), присоединилась к Заключительному акту СБСЕ (1975), ратифицировала Договор о нераспространении ядерного оружия, признала Северную Корею и Северный Вьетнам.